# Vicente Wenceslao Querol
Vicente Wenceslao Querol y Campos, född den 30 september 1836 i Valencia, död den 24 oktober 1889 i Bétera, var en spansk skald.
Querol var starkt påverkad av den latinska klassiciteten och Quintana, vilket i synnerhet framträder i odena Á la paz, Á la libertad, Á la patria och ännu mer i ungdomsdikterna Dafne, Orfeo och Psiquis. Adolf Hillman skriver i Nordisk familjebok: "Q. var en verklig lyriker; mycken inspiration röja hans Rimas (1877), och Á la memoria de mi hermana Adela vibrerar af innerlig och varm känsla." Stort erkännande av kritik och publik tillvann sig hans Ode á las bellas artes och hans "epistolas" Á Don Bernardo Ferrándiz (om målarkonsten), Al Sr. D. Pedro de Alarcón (om poesin) och Á D. Gaspar Nuñez dr Arce med anledning av dennes "Gritos de combate".